# Joanna d’Arc (miniserial)
Joanna d’Arc (ang. Joan of Arc) – kanadyjski film historyczny opowiadający o życiu Joanny d’Arc.
Joanna jako małe dziecko słyszy głosy św. Katarzyny, w ten sposób Bóg próbuje jej pomagać podejmować decyzje. Po zniszczeniu jej rodzinnej wioski przez Burgundczyków ucieka z domu do wioski Domremy, ponieważ Bóg nakazał jej zjednoczyć, wyzwolić Francję i przywrócić Delfina (prawowitego następcę tronu) Karola na tron królewski. Joanna udowadniając Karolowi że posyła ją Bóg staje na czele armii i dowodzi oswobodzeniem Orleanu, spod angielskich łap. Jednakże jej sława przysparza jej także wielu wrogów. Po schwytaniu przez Burgundczyków a następnie sprzedaniu Anglikom prowadzone są rozprawy o herezję... Joanna nie chcąc odwołać swoich przekonań oraz wyrzec się tego że rozmawiała z Bogiem zostaje oskarżona o herezję i spalona na stosie....

## Obsada
- Leelee Sobieski – Joanna D’Arc
- Jirina Klinkova – Niemowlę Joanna
- Jacqueline Bisset – Isabelle D’Arc
- Matt Hoffman – Louis
- Powers Boothe – Jaques D’Arc
- Robert Haley – La Tremoile
- Neil Patrick Harris – Król Karol
- Jaroslav Fricek – Noel
- Chandra Engstrom – Młoda Joanna
- Maury Chaykin – sir Robert de Baudricourt
- Ted Atherton – Jean d'Estivet
- Olympia Dukakis – Matka Babette
- Jaimz Woolvett – Książę Burgundii
- Jonathan Hyde – Książę Bedford
- Ron White – Dunois